# NGC 2691
NGC 2691 (również PGC 25020 lub UGC 4664) – galaktyka spiralna (Sa), znajdująca się w gwiazdozbiorze Rysia. Odkrył ją William Herschel 20 marca 1787 roku. Jest to galaktyka z aktywnym jądrem.
W galaktyce tej zaobserwowano supernową SN 2011hr.